# Mistrzostwa Europy Strongman 2008
Mistrzostwa Europy Strongman 2008 – doroczne, indywidualne zawody
europejskich siłaczy.

## Eliminacje
Data: 13 lipca 2008 r.

Miejsce: Szczecinek  Polska
WYNIKI ELIMINACJI:
| Miejsce | Zawodnik              | Kraj     | Punkty |
| ------- | --------------------- | -------- | ------ |
| 1.      | Mariusz Pudzianowski  | Polska   | 58     |
| 2.      | Grzegorz Szymański    | Polska   | 45,5   |
| 3.      | Krzysztof Radzikowski | Polska   | 45     |
| 4.      | Tomasz Nowotniak      | Polska   | 36     |
| 5.      | Sławomir Toczek       | Polska   | 33     |
| 6.      | Mark Felix            | Anglia   | 28,5   |
| 7.      | Stojan Todorczew      | Bułgaria | 28     |
| 8.      | Raivis Vidzis         | Łotwa    | 27,5   |
| 9.      | Elbrus Nigmatullin    | Rosja    | 26     |
| 9.      | Tarmo Mitt            | Estonia  | 26     |
| 11.     | Richard Skog          | Norwegia | 24,5   |
| 12.     | Siarhiej Riumin       | Białoruś | 11     |

Do finału kwalifikuje się ośmiu najlepszych zawodników.

## Finał
Data: 13 lipca 2008 r.

Miejsce: Szczecinek  Polska
WYNIKI ZAWODÓW:
| Miejsce | Zawodnik              | Kraj     | Punkty |
| ------- | --------------------- | -------- | ------ |
| 1.      | Mariusz Pudzianowski  | Polska   | 44     |
| 2.      | Grzegorz Szymański    | Polska   | 35     |
| 3.      | Sławomir Toczek       | Polska   | 35     |
| 4.      | Stojan Todorczew      | Bułgaria | 27     |
| 5.      | Mark Felix            | Anglia   | 24     |
| 6.      | Krzysztof Radzikowski | Polska   | 20     |
| 7.      | Raivis Vidzis         | Łotwa    | 15     |
| 8.      | Tomasz Nowotniak      | Polska   | 15     |